# Piplärkan 14

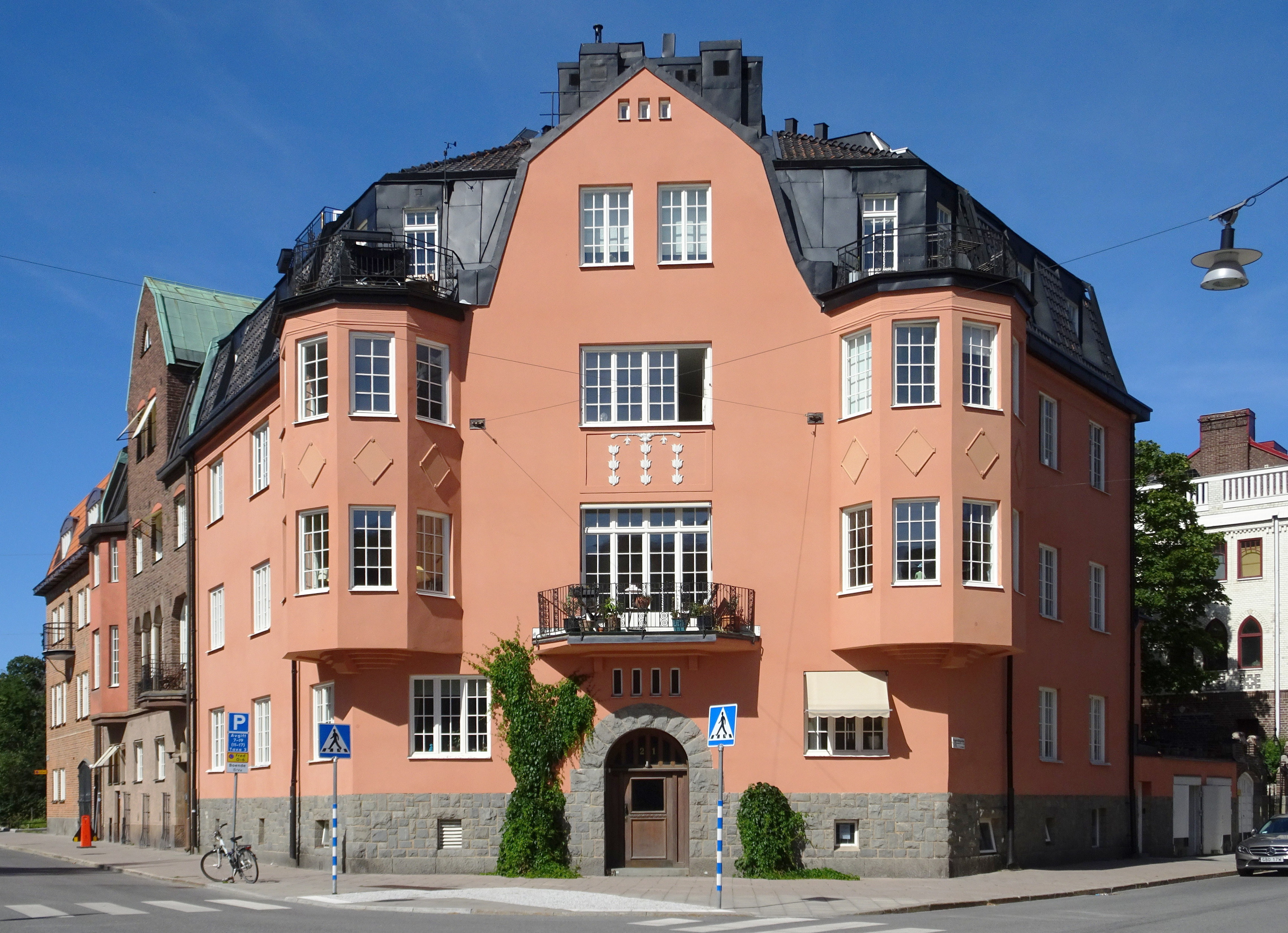
Piplärkan 14, Östermalmsgatan 21 (tidigare 74), augusti 2022.

Piplärkan 14 är en kulturhistoriskt värdefull fastighet i kvarteret Piplärkan i Lärkstaden på Östermalm i Stockholm. Den ursprungliga stadsvillan vid hörnet Östermalmsgatan 21 / Uggelviksgatan 3 uppfördes 1909–1911 av byggmästare Kristofer Holmin för sin far, grosshandlaren Carl Erik Holmin, efter ritningar av arkitekt Knut Nordenskjöld. Fastigheten är grönmärkt av Stadsmuseet i Stockholm, det innebär "särskilt värdefull från historisk, kulturhistorisk, miljömässig eller konstnärlig synpunkt".

## Bakgrund

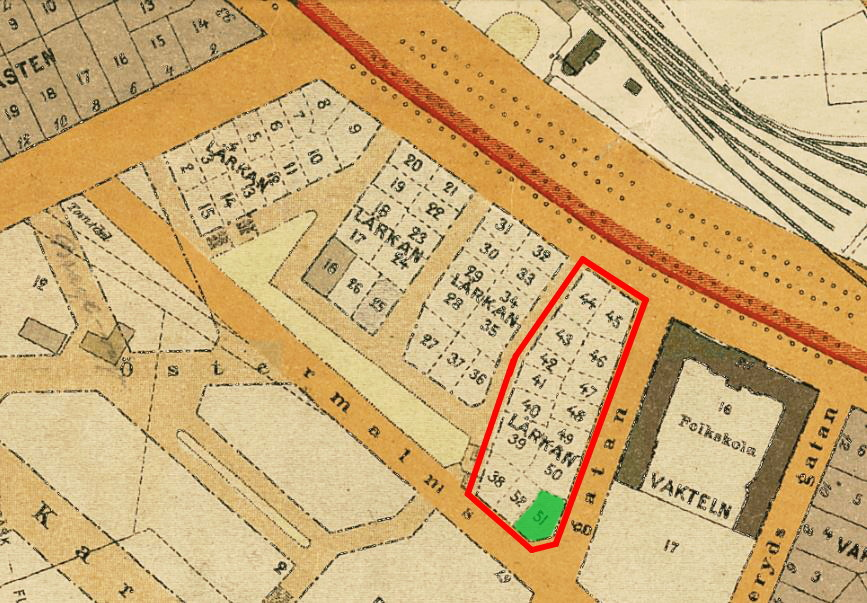
Kvarteret Lärkan 1909, tomt nr 51.

I februari 1909 inleddes auktionerna av de 51 villatomterna i kvarteret Lärkan. Hörntomter var eftertraktade och gick först åt. Enligt samtida tidningsartiklar var intresset stort att köpa en fastighet i Lärkan och i december 1912 var samtliga sålda. Bland tidiga tomtköpare fanns fastighetsägaren och grosshandlaren Carl Erik Holmin (1852–1941) som i november 1909 förvärvade den attraktiva hörntomten nr 51 (sedermera namnändrad till Piplärkan 14) för att bygga och bosätta sig där. Fastigheten såldes av Stockholms stad och omfattade en areal om 423,5 kvadratmeter ”å fri och egen grund”. Till tomten hörde även mark för en mindre trädgård som husägaren kunde anlägga norr om byggnaden.
Några år senare köpte också tre av Holmins fyra söner tomter i Lärkan; Sånglärkan 8 av läkaren Nils Holmin, Piplärkan 11 av civilingenjören Josef Mathias Holmin och Piplärkan 12 av byggmästaren och arkitekten Kristofer Holmin. Den senare kom även att uppföra faderns stadsvilla på Piplärkan 14 samt att rita och bygga de övriga åt sig och sina bröder. Av Stockholms adresskalender framgår att Carl Erik Holmin bodde kvar i kvarteret till 1916, Josef Holmin flyttade 1917 och Kristofer Holmin redan 1915. Längsta tiden bodde Nils Holmin med familj i Lärkan.

## Byggnadsbeskrivning

### Exteriör

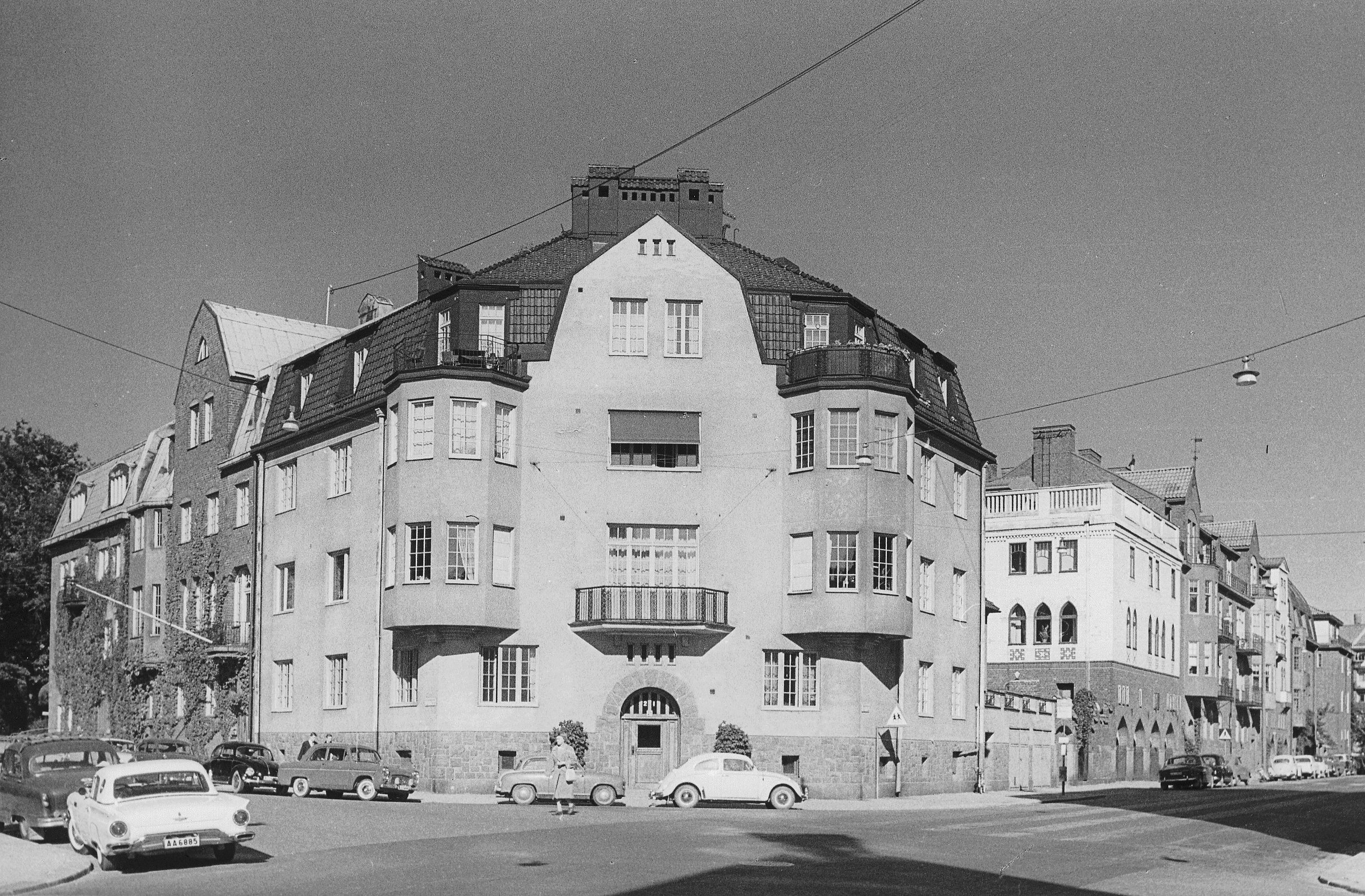
Piplärkan 14, oktober 1963.

Arkitektritningarna från 1910 bär Knut Nordenskjölds namnteckning men även byggmästaren och byggnadsingenjören Eskil Alfheim skrev på. Vilken roll han hade i tillkomsten av huset är oklar. Byggnaden uppfördes i tre våningar med inredd vind. Huvudfasaden orienterades mot sydost och gathörnet. Dåvarande adressen var Östermalmsgatan 74 (idag 21). Fasaden gestaltades strängt symmetrisk med entré, en balkong och en fronton i centrum samt två burspråk till höger och vänster. Fasaderna slätputsades och är idag (2022) avfärgade i ockra kulör (tidigare gul). 
Ursprungligen fanns grunda putsdekorationer på burspråkens bröstningar och i form av band i höjd med våning en trappa. Sockeln består av grovhuggen granit som även bildar portalvalv för entréporten. Innanför finns ett vitt marmorgolv med mörkgrå bård och hög helfransk brunmålad träpanel samt vita väggar och tak. Ett mellandörrsparti med facettslipat glas leder till trapphuset. Hela gestaltningen påminner om entréhallar och trapphus som var vanliga i hyreshus i Stockholms innerstad på 1800-talets slut och 1900-talets början.

### Interiör
Enligt stadsplanebestämmelserna för villorna i Lärkan skulle enbart enfamiljshus uppföras. Man tillät högst ett kök per fastighet med undantag för ett mindre kök i lägenheter för gårdskarlar eller portvakter. Fastigheten Piplärkan 14 fick dock mest karaktär av flerbostadshus med sammanlagd tretton lägenheter. Bestämmelsen kringgicks genom att man inrättade ett antal så kallade dubbletter, alltså uthyrbara lägenheter om två rum med dusch och wc, dock utan kök. 
Husägaren Holmin hade sin bostad om sju rum och kök inklusive jungfrukammare, serveringsrum och bad på våning en trappa. Resterande lägenheter var fördelade på bottenvåningen och våning 2–3 trappor. Av Stockholms adresskalender från 1917 framgår att två av husets tretton lägenheter beboddes detta år av Carl Erik Holmins barn; Elisabeth och Sven.

Originalritningar från 1910
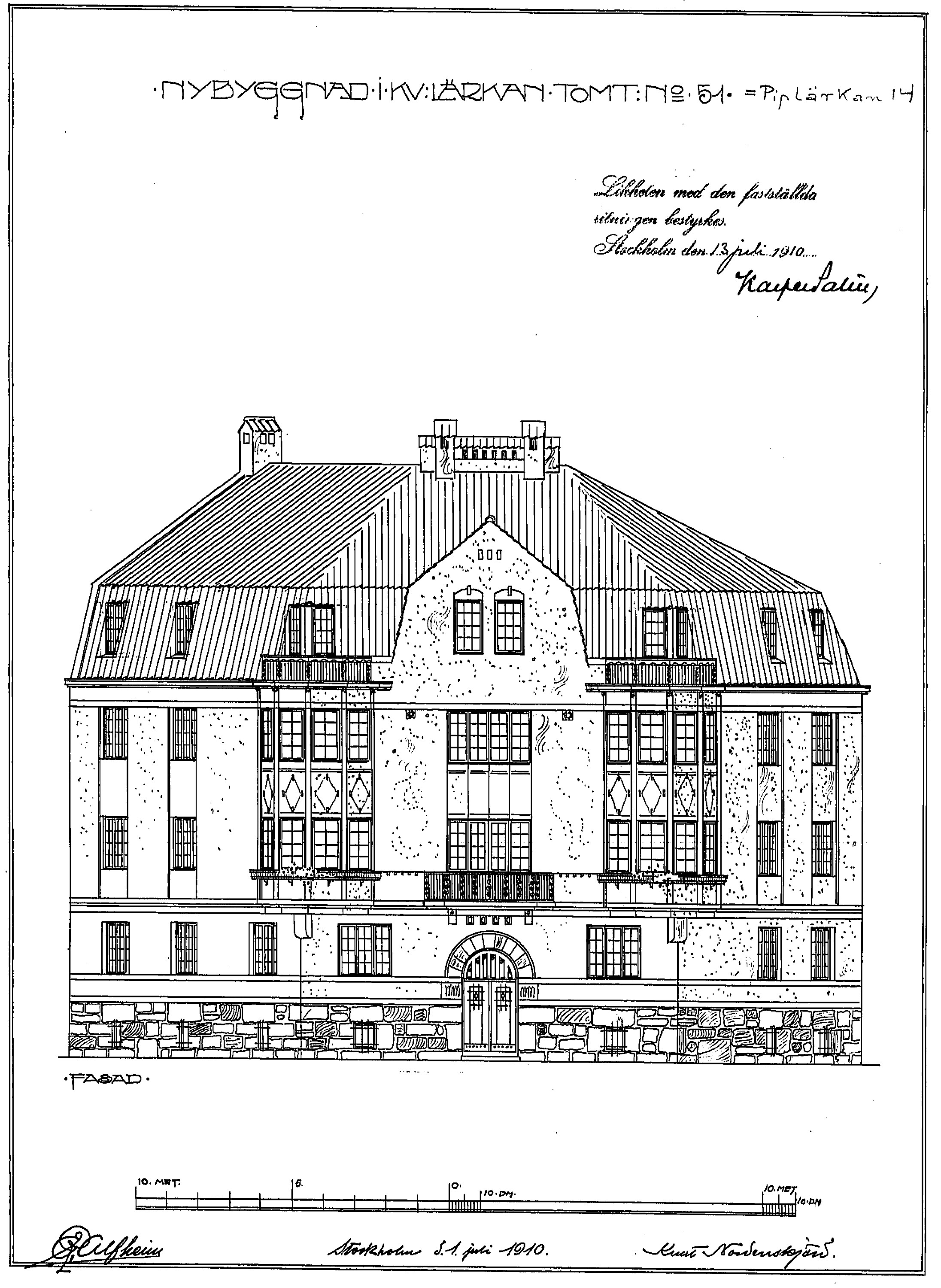
Fasad.
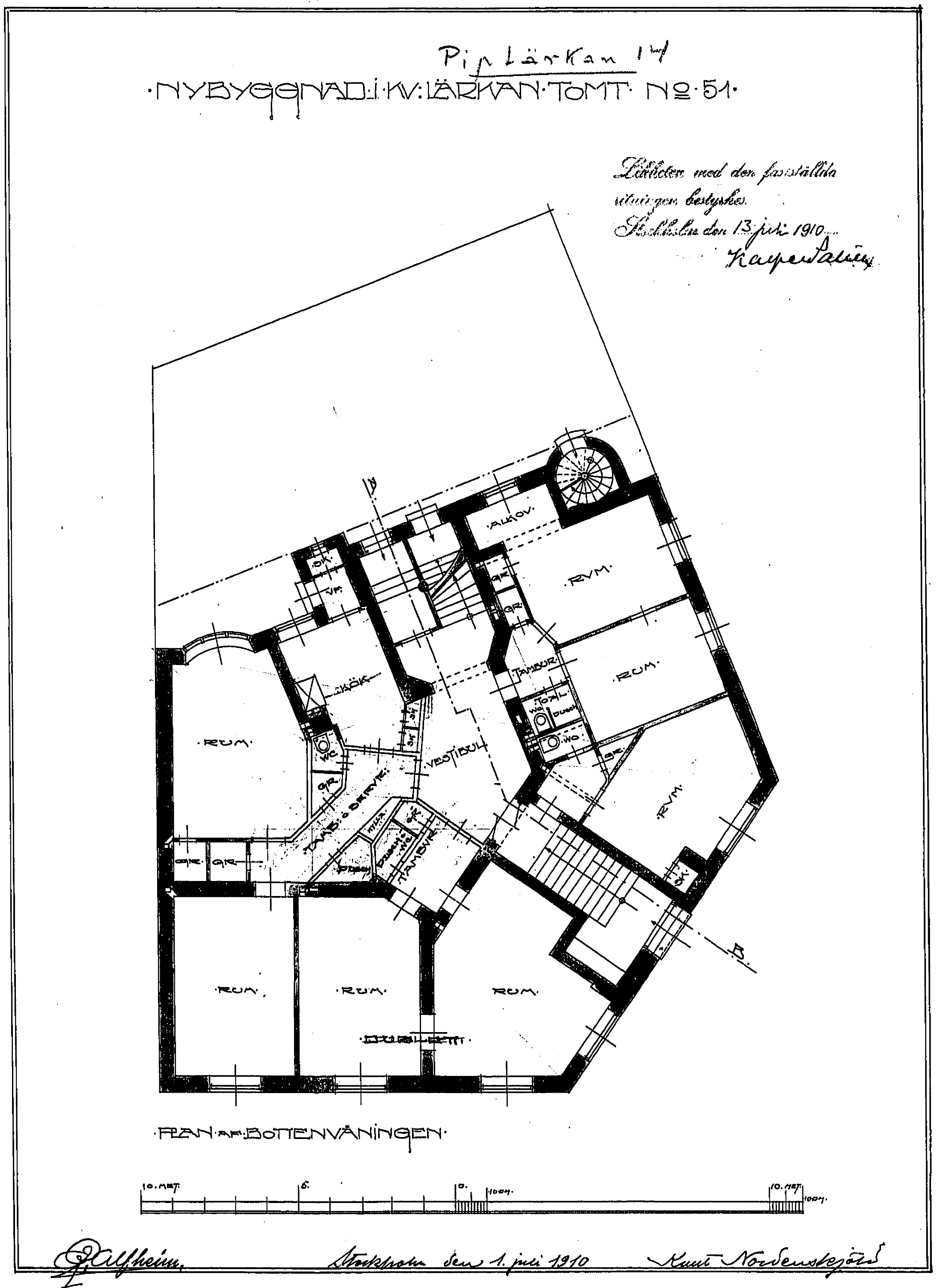
Bottenvåning.
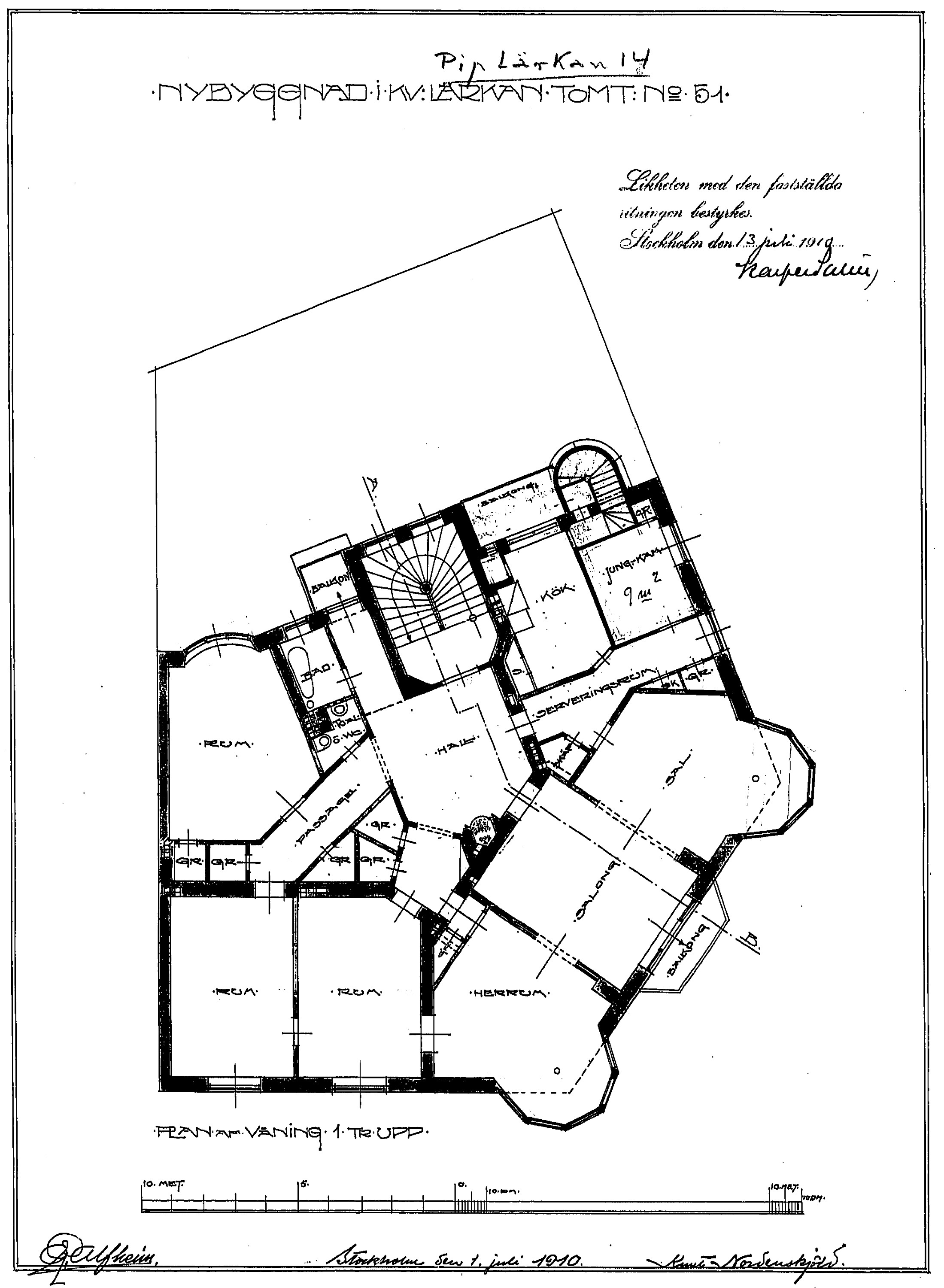
Våning 1 trappa.
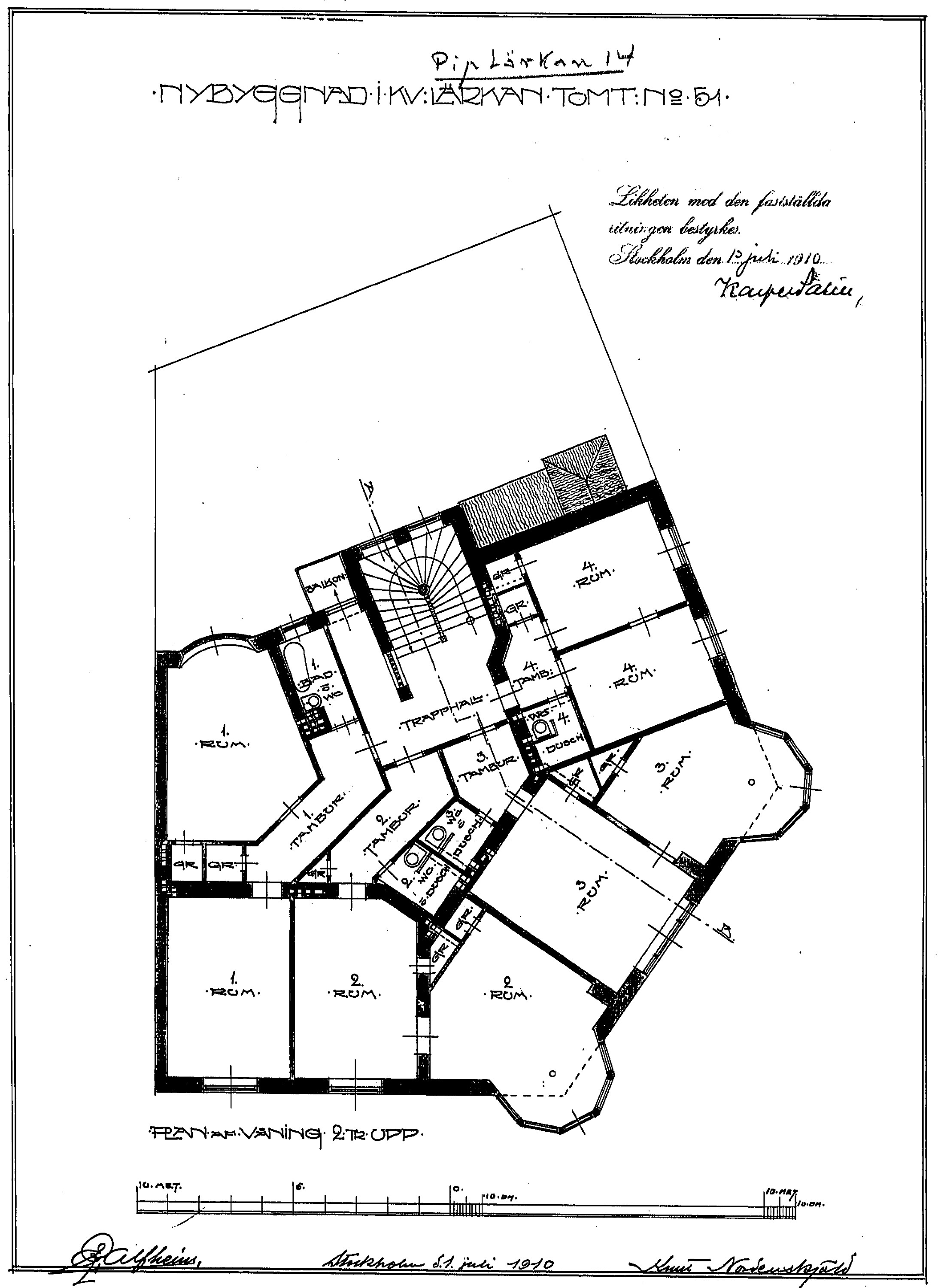
Våning 2 trappor.
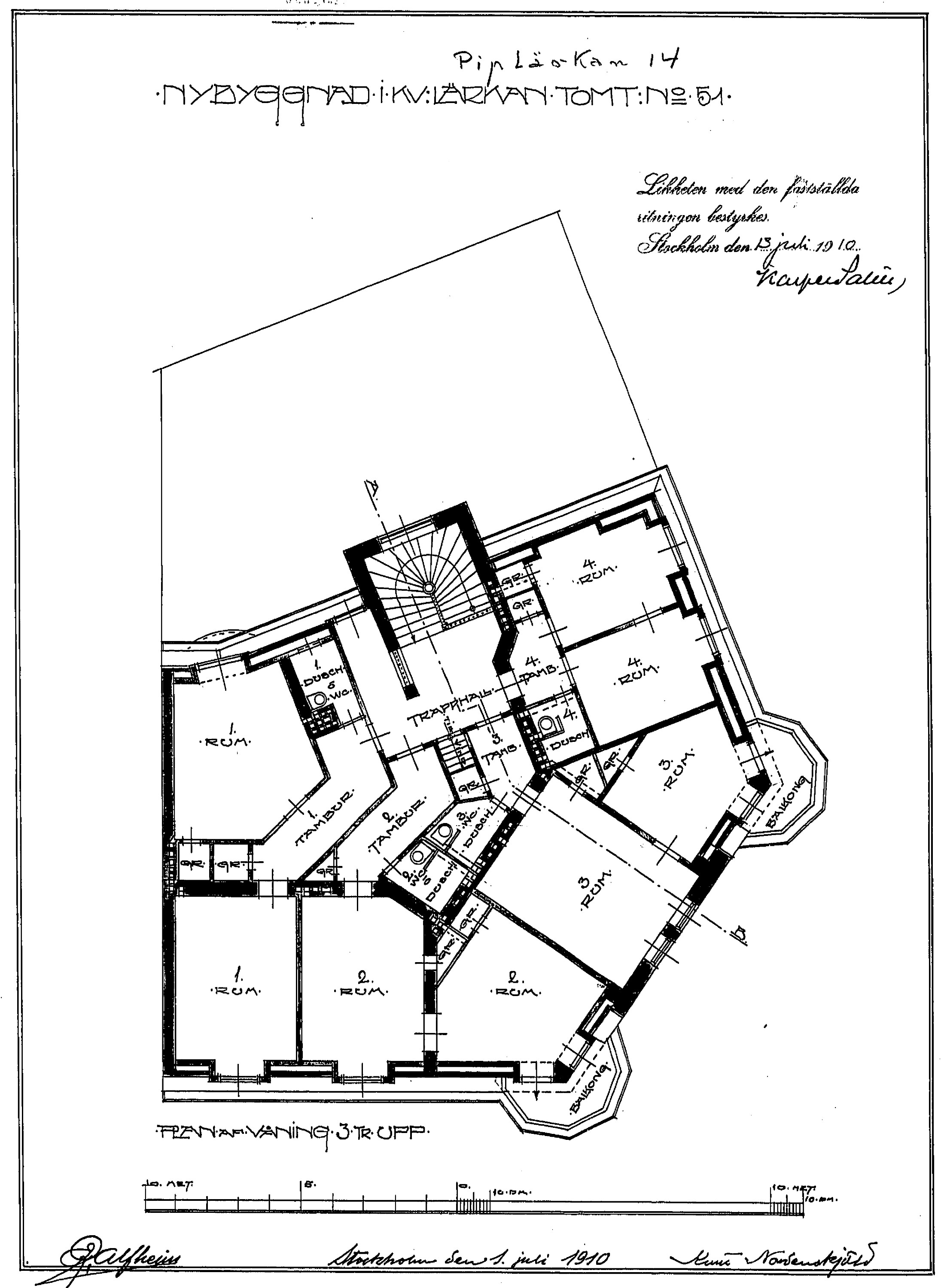
Våning 3 trappor.
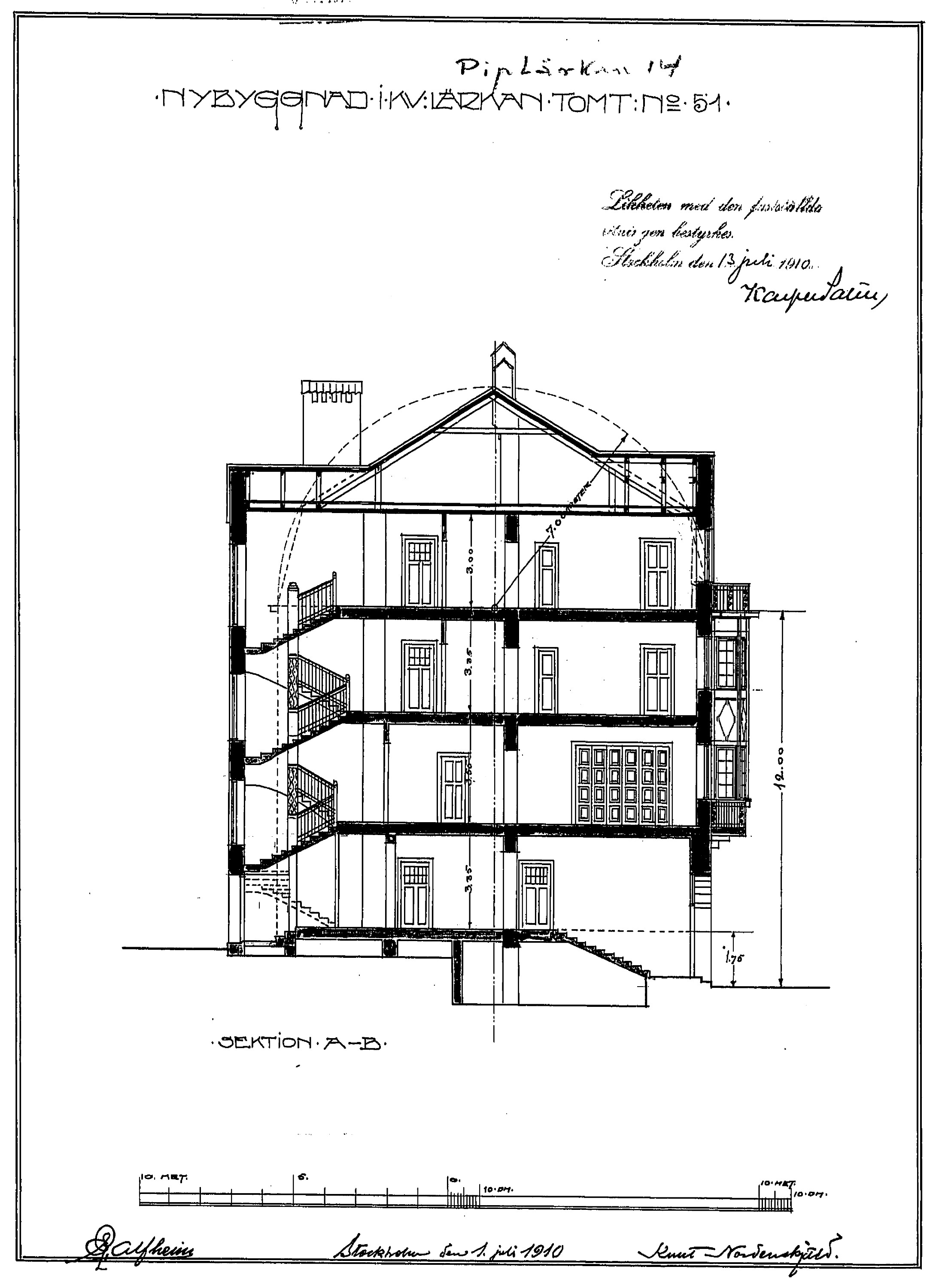
Sektion.

Rumsfördelningen var enligt arkitektritningarna från 1 juli 1910 följande:
- Källarvåning (under del av huset) – tvättstuga, tre källarförråd
- Bottenvåning – lägenhet om två rum och kök, en dubblett, lägenhet om två rum med alkov, ett enkelrum
- Våning 1 trappa – stor hall, herrum, salong och matsal i fil, tre sovrum, badrum, jungfrurum, kök, serveringsrum, kökstrappa
- Våning 2 trappor – fyra dubbletter
- Våning 3 trappor (vindsvåning) – fyra dubbletter

På 1970-talet inrättades ytterligare en lägenhet på kallvinden. Idag (2022) ägs fastighetens 12 lägenheter av bostadsrättsföreningen Piplärkan 14 som bildades 1970. År 2020 såldes en lägenhet om 3 rum och kök (motsvarande 98 m²) för 12 miljoner kronor.

## Nutida bilder

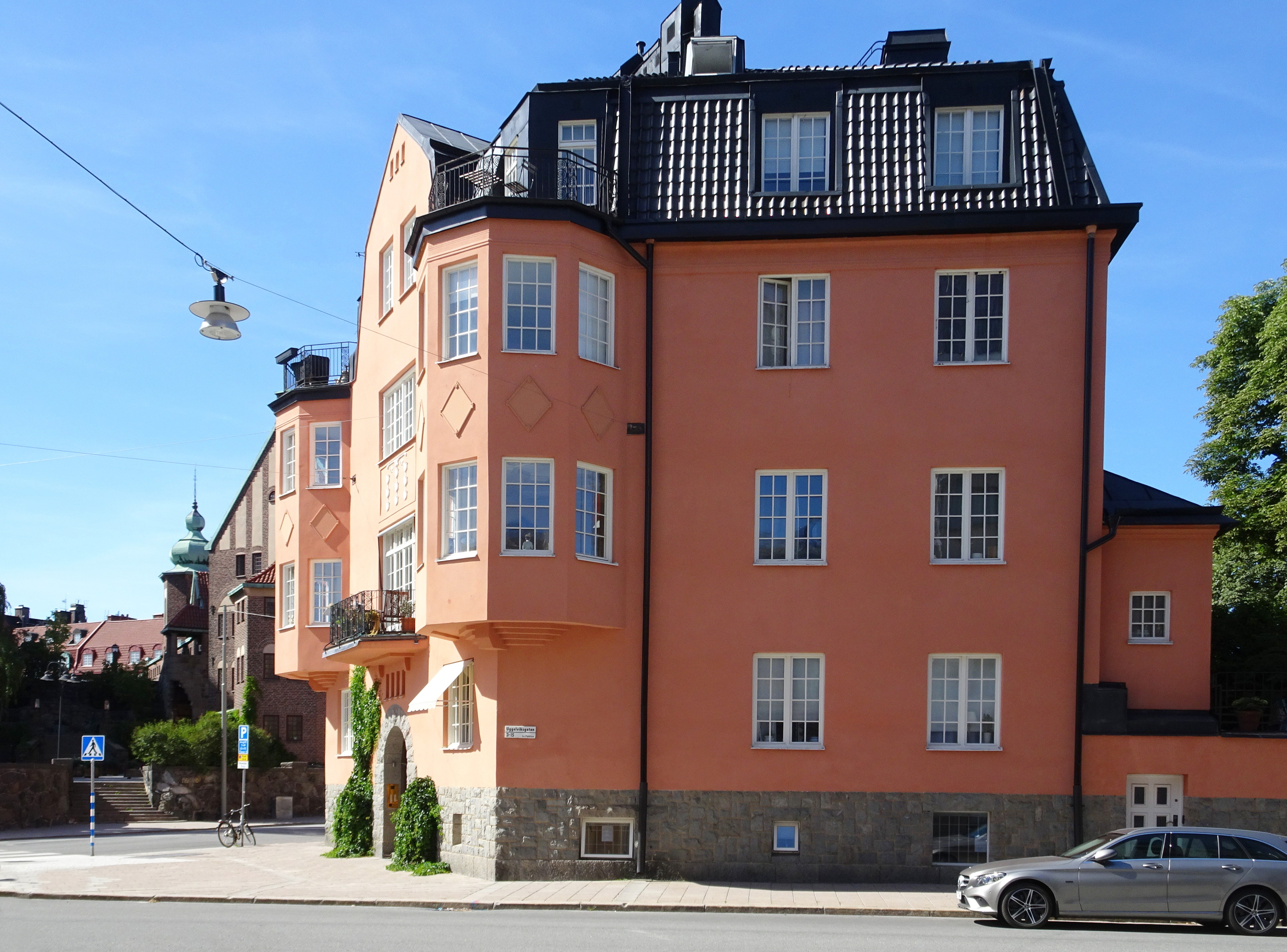
Fasad mot Uggelviksgatan.
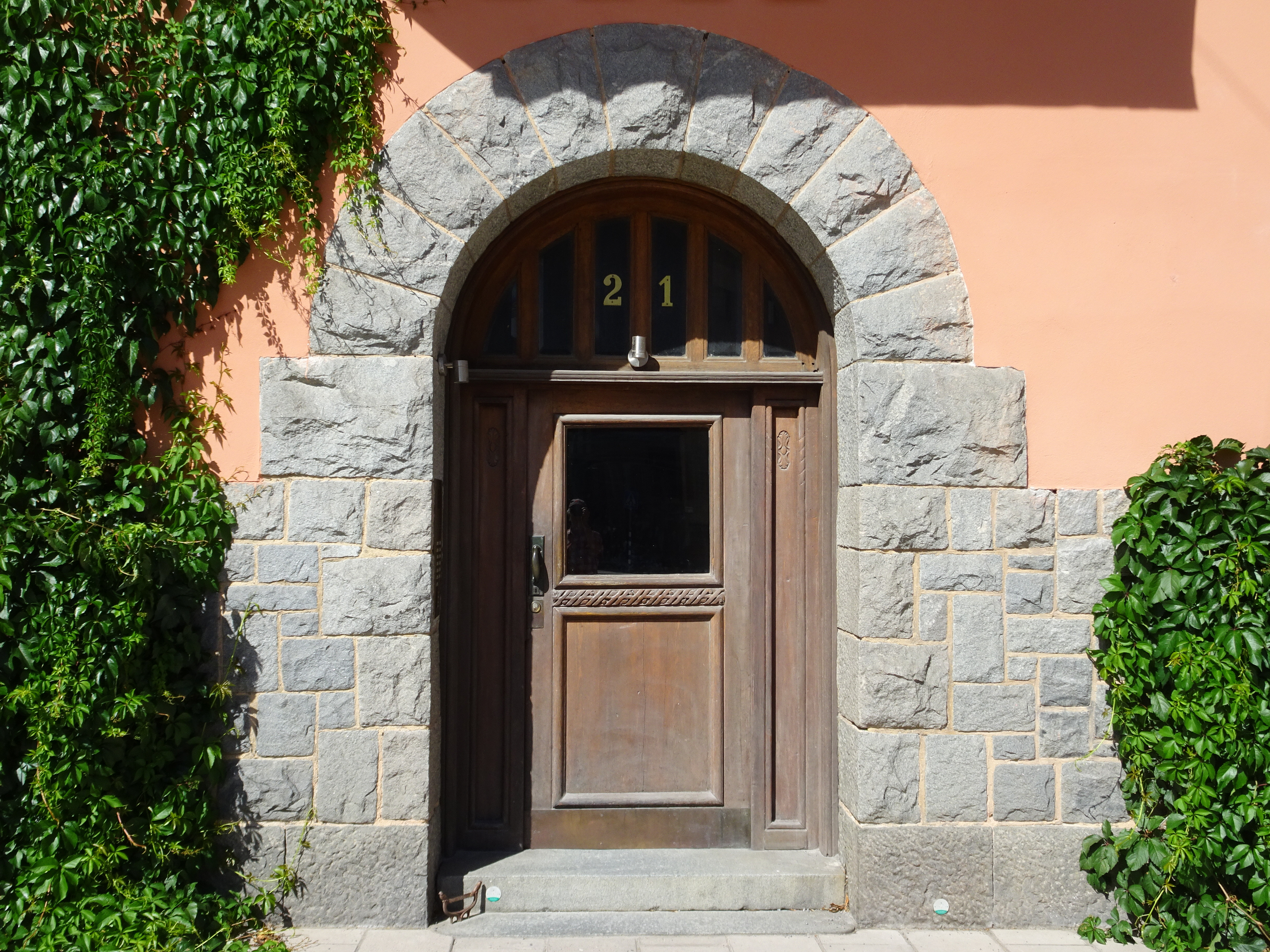
Entréport med granitportal.
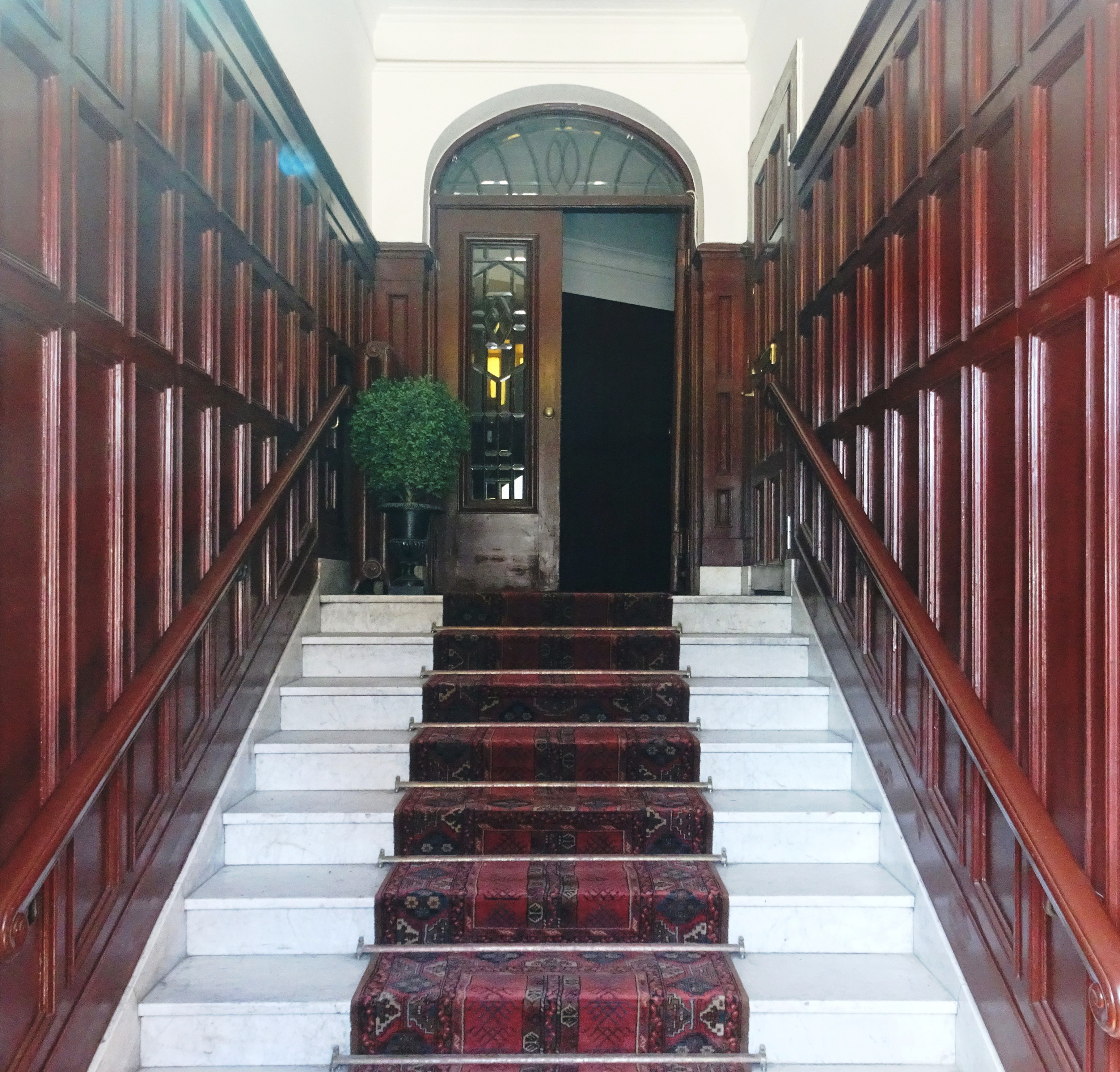
Entréhall.
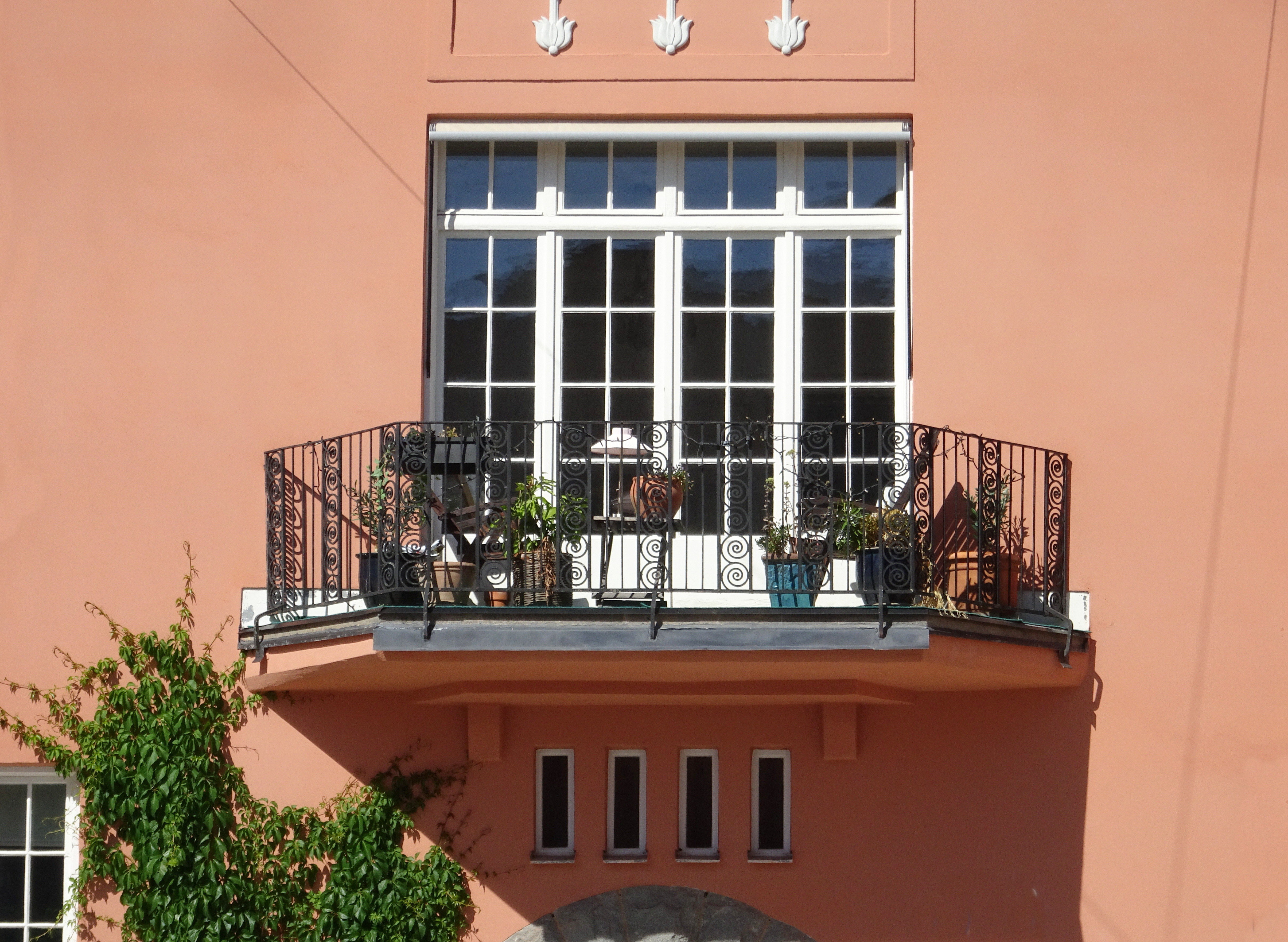
Balkong våning 1 trappa.
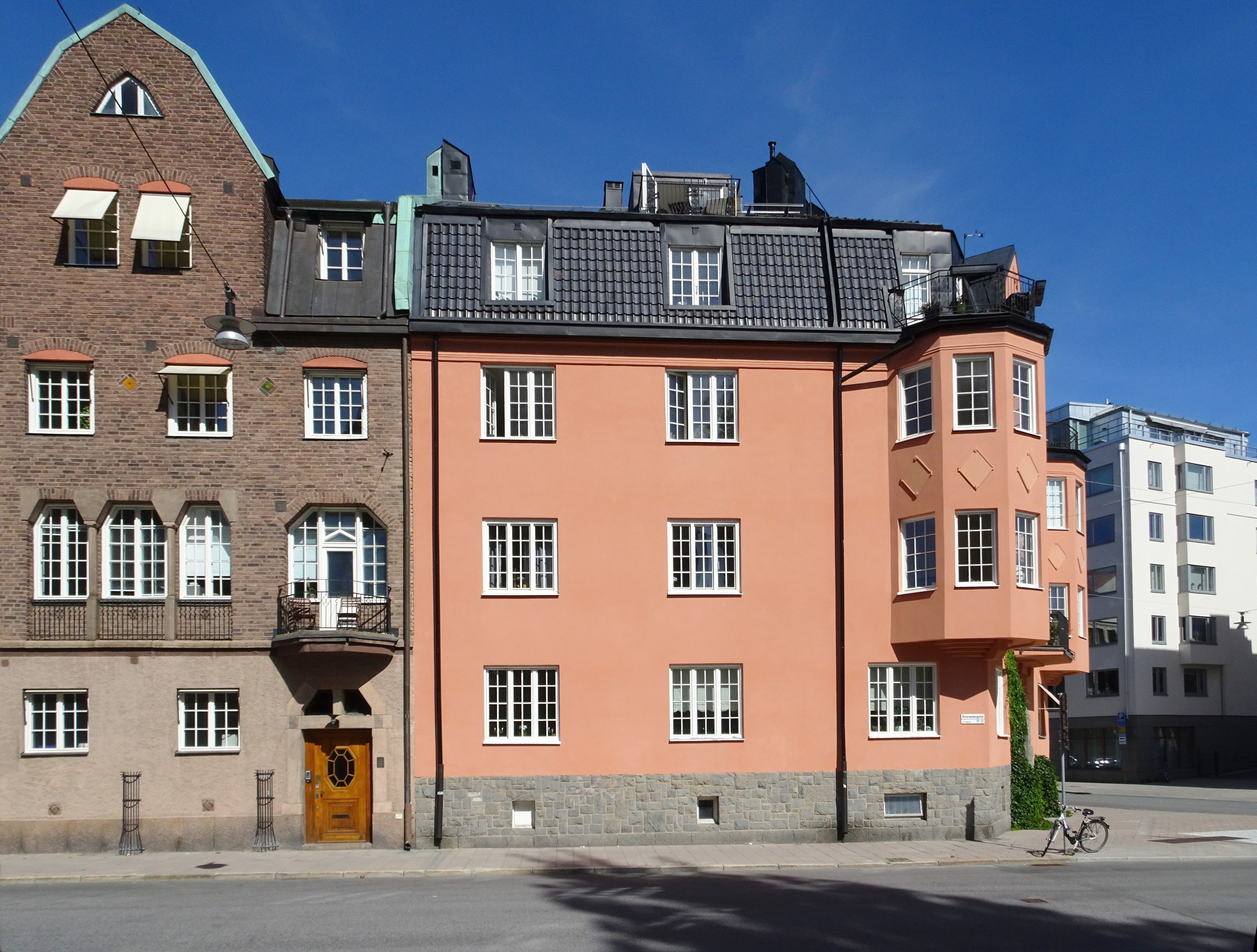
Fasad mot Östermalmsgatan (Piplärkan 15 skymtar till vänster).